# Bulbophyllum hapalanthos
Bulbophyllum hapalanthos är en orkidéart som beskrevs av Leslie Andrew Garay. Bulbophyllum hapalanthos ingår i släktet Bulbophyllum och familjen orkidéer. Inga underarter finns listade i Catalogue of Life.